# شر (ویرجینیای غربی)
شر (به انگلیسی: Scherr) یک منطقهٔ مسکونی در ایالات متحده آمریکا است که در شهرستان گرنت، ویرجینیای غربی واقع شده‌است.